# Севанская храмуля
Севанская храмуля, или гокчинская храмуля (лат. Capoeta sevangi; арм. uևանի կողակ) — вид пресноводных лучепёрых рыб из семейства карповых, являющихся эндемиком озера Севан, Армения. Занесён в Красную книгу Армении. В соответствии с некоторыми классификациями является подвидом храмули обыкновенной.

## Распространение
Севанская храмуля является эндемиком Армении и встречается лишь в озере Севан и ряде впадающих в него рек. Населяет преимущественно прибрежные хорошо прогреваемые и богатые растительностью зоны, вплоть до глубины 10 м. Зимой перемещается в котловины глубиной 30—40 м. 

## Внешний вид и образ жизни
Представители вида достигают в длину более 50 см и массы около 3 кг. Особи могут достигать возраста 24 года, средний же возраст при естественной смертности составляет 14—16 лет.
До 30-х годов XX века, когда началось постепенное понижение уровня озера, самцы достигали половой зрелости в 6 лет, а самки — в 11 лет. Однако сейчас зрелость особей происходит раньше — в 2—3 года у самцов и в 5—7 лет у самок. Нерест происходит в озере и впадающих в него реках при температуре воды около 17 °С с июня по август. Икрометание проходит у берега на песчаном дне или среди мелких камней. Плодовитость составляет 15—20 тысяч яиц, диаметр икринки — около 4,0 мм, диаметр желтка — 2,3 мм.
Взрослые особи питаются детритом и водной растительностью, мальки и молодые особи (до 3 лет) — зоопланктоном и зообентосом.

## Охранный статус
Севанская храмуля занесена в Красную книгу Армении, вид признан находящимся в уязвимом положении. Основными угрозами для жизни представителей вида являются браконьерство, загрязнение воды и ухудшение природных условий, обусловленные снижением уровня воды с целью использования её для орошения. Вылов в озере Севан, расположенного на территории Севанского национального парка, запрещён с 1995 года.